# Baobab Suareza
Baobab Suareza (Adansonia suarezensis) – gatunek baobabu, występującego naturalnie na Madagaskarze, na terenie dawnej prowincji Antsiranana.
Jest gatunkiem zagrożonym.